# Dockyard V
De Dockyard V is een Nederlandse stoomsleepboot gebouwd onder bouwnummer 227 bij de Rotterdamsche Droogdok Maatschappij (RDM). In 1946 werd het te water gelaten.
De Dockyard V maakte deel uit van een serie van in totaal acht schepen. Van deze serie zijn nog enkele schepen overgebleven, namelijk Dockyard III, Dockyard IV en de Dockyard IX.
Oorspronkelijk waren de schepen gebouwd voor de havens van Moermansk (Rusland). Door de Tweede Wereldoorlog zijn de schepen nooit afgenomen. De werf besloot de schepen in eigen beheer te houden en als werfsleepboot in te zetten.
De Dockyard V heeft tot 1978 in actieve dienst gevaren bij de RDM, toen het haar stoomtijdperk eindigde. Het schip werd in 1980 overgenomen door het Maritiem Museum Prins Hendrik, net als de Dockyard IX. Een groep vrijwilligers van de Vereniging Dockyard V, afkomstig uit de koopvaardij, begon dat jaar met het onderhoud en vaarklaar maken van het schip.
In 1997 werd bij een uitgebreide reparatiebeurt alle asbest verwijderd. Na de reparatiebeurt werd het schip gecertificeerd door de Nederlandse Scheepvaart Inspectie, waardoor het sindsdien gemachtigd is om rondvaarten te maken. De opbrengsten daarvan worden ervoor gebruikt om het schip in de vaart te houden.

## Kenmerken
Afmetingen
- Lengte: 25,10 meter
- Breedte: 6,24 meter
- Diepgang: 2,90 meter
- Waterverplaatsing: 245 ton

Stoomketel
- Type: RDM Schotse ketel

Hoofdmachine
- Type: RDM Lentz kleppenmachine
- Kracht: 500 IPK
- Werkdruk: 14 bar